# Réserve naturelle régionale de l'étang de Ramerupt
La réserve naturelle régionale de l'étang de Ramerupt (RNR219) est une réserve naturelle régionale située en Champagne-Ardenne dans la région Grand Est. Classée en 2010, elle occupe une surface de 33,56 hectares et protège l'un des derniers étangs préservés de la Champagne humide.

## Localisation

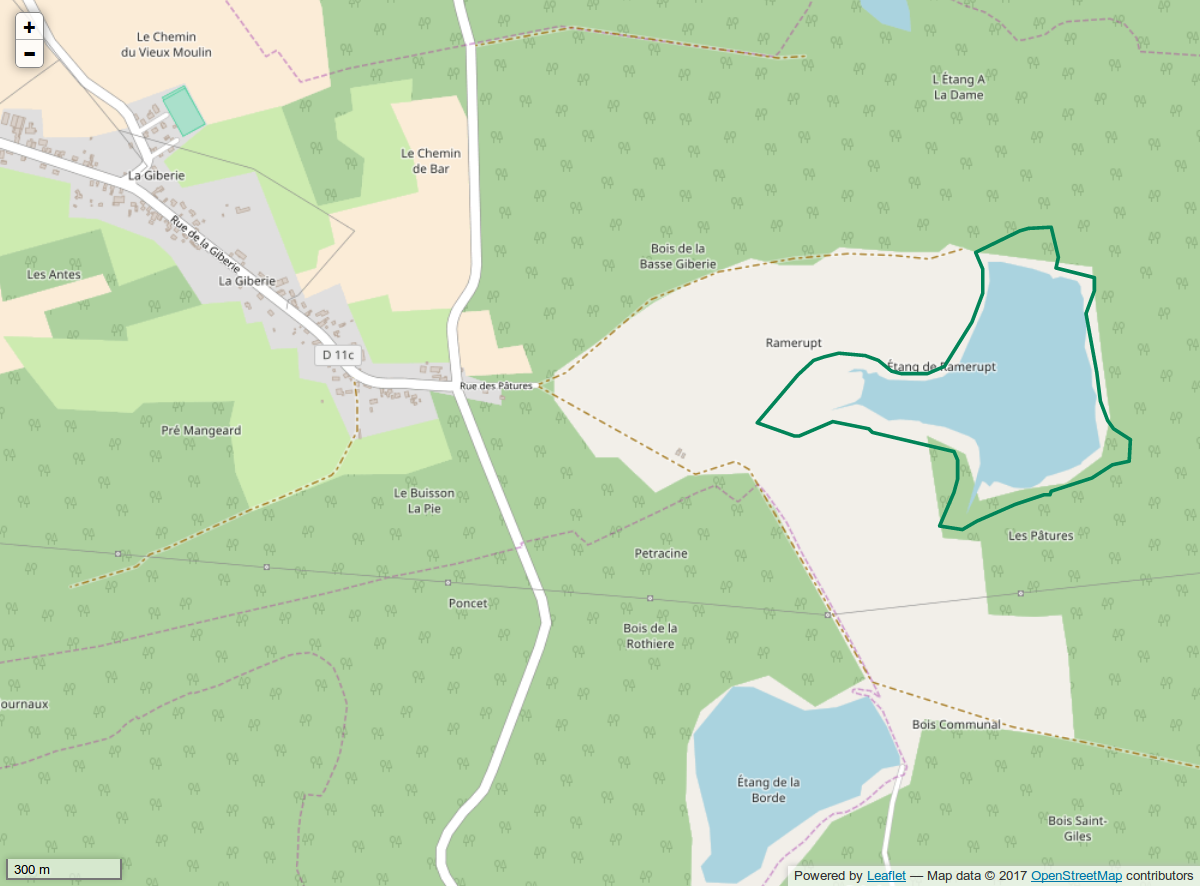
Périmètre de la réserve naturelle.

Le territoire de la réserve naturelle est dans le département de l'Aube, sur la commune de Petit-Mesnil, en bordure du Parc naturel régional de la Forêt d'Orient.

## Histoire du site et de la réserve
L'étang de Ramerupt et celui de la Horre sont parmi les plus vastes étangs du département de l'Aube. Ils sont attestés depuis le XIIe siècle et ont gardé une vocation piscicole.

## Écologie (biodiversité, intérêt écopaysager…)
On compte 16 habitats différents sur le site dont 13 sont liés aux zones humides. On trouve des groupements d’herbiers flottants, des potamaies, des roselières et cariçaies autour du plan d’eau. Les boisements périphériques sont constitués de saulaies, d’aulnaie-frênaie et de chênaie.

### Géologie
L'étang s'étend sur des terrains argilo-marneux imperméables de la région de Champagne Humide.

### Flore
La flore compte 152 espèces végétales inventoriées sur l’étang. Parmi les espèces patrimoniales, on peut mentionner la Glycérie aquatique, l'Iris des marais, le Petit nénuphar, l'Utriculaire négligée, la Grande douve, la Châtaigne d'eau, le Potamot à feuilles obtuses, la Laîche faux souchet, la Salicaire à feuilles d’hyssope et le Gnaphale jaunâtre.

### Faune
L'avifaune compte 141 espèces. L'étang et ses roselières sont très favorables aux espèces liées aux zones humides. On y trouve les Rousserolles et Fauvettes aquatiques,  les Grèbes huppé et castagneux, la Foulque macroule, le Blongios nain, le Butor étoilé, le Héron pourpré, la Marouette ponctuée, le Râle d'eau, le Vanneau huppé, la Guifette noire… De nombreux anatidés fréquentent le site l'hiver : Sarcelle d'été, Canards souchet, siffleur, chipeau et colvert, Fuligule morillon, etc.
Parmi les mammifères patrimoniaux, on compte le Putois et la Pipistrelle de Nathusius. Pour les amphibiens, on note la présence de la Salamandre et des Tritons alpestre et palmé.

## Intérêt touristique et pédagogique
Un sentier sur caillebotis accessible sur la rive ouest et bordé de panneaux permet de gagner deux observatoires. Des bornes et panneaux d'information sont disponibles.

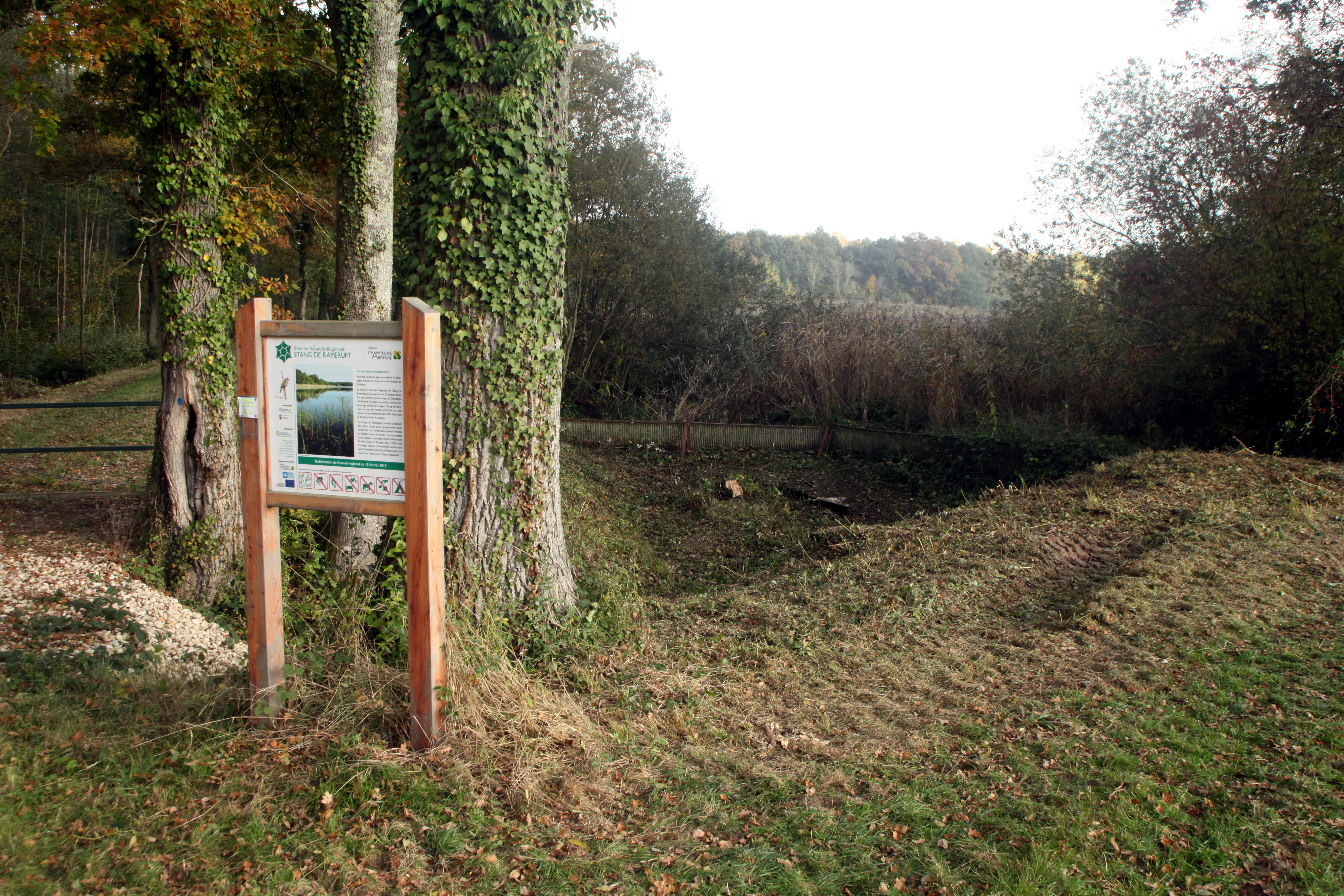
Panneau d'accueil.
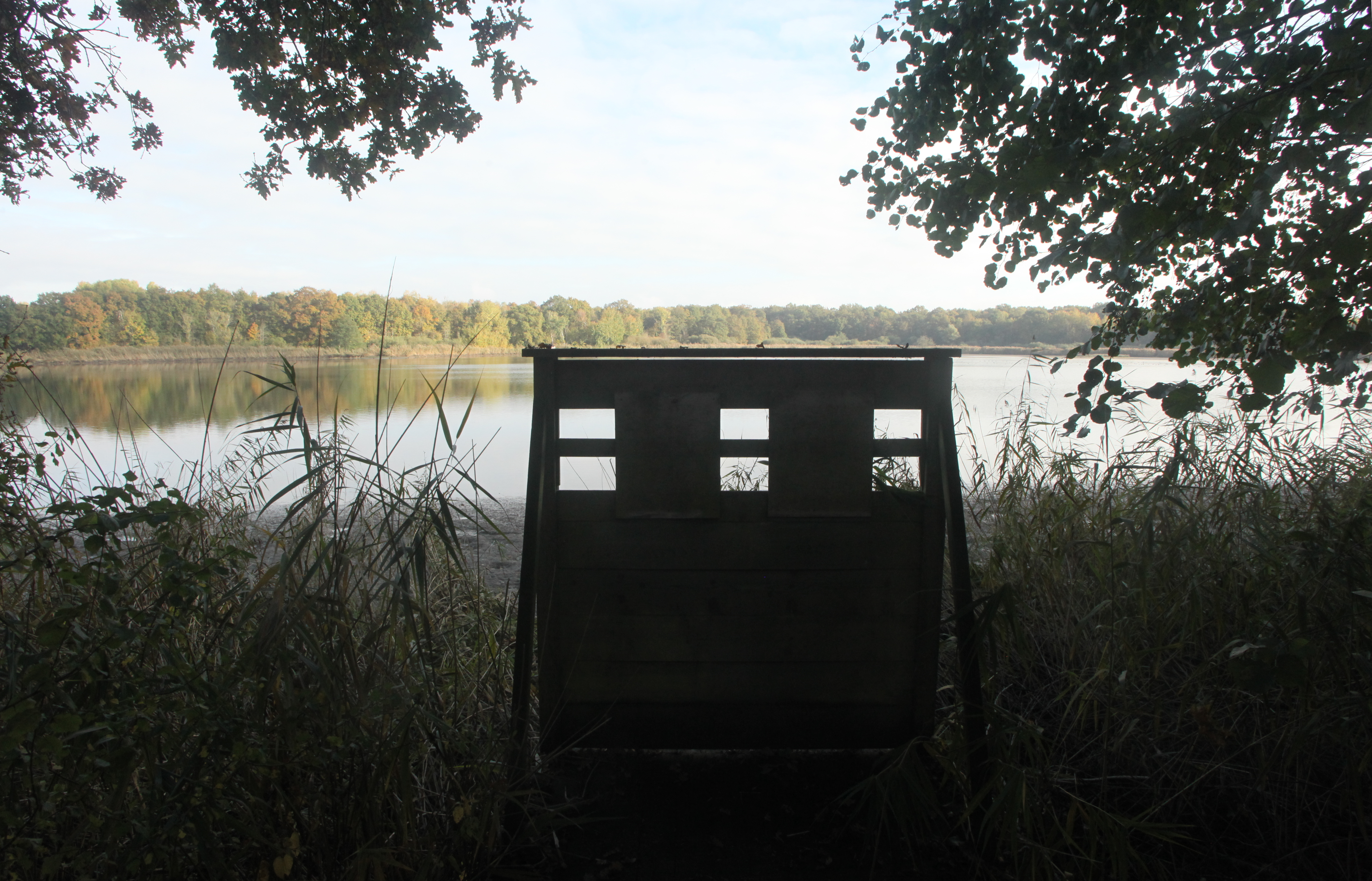
Observatoire.
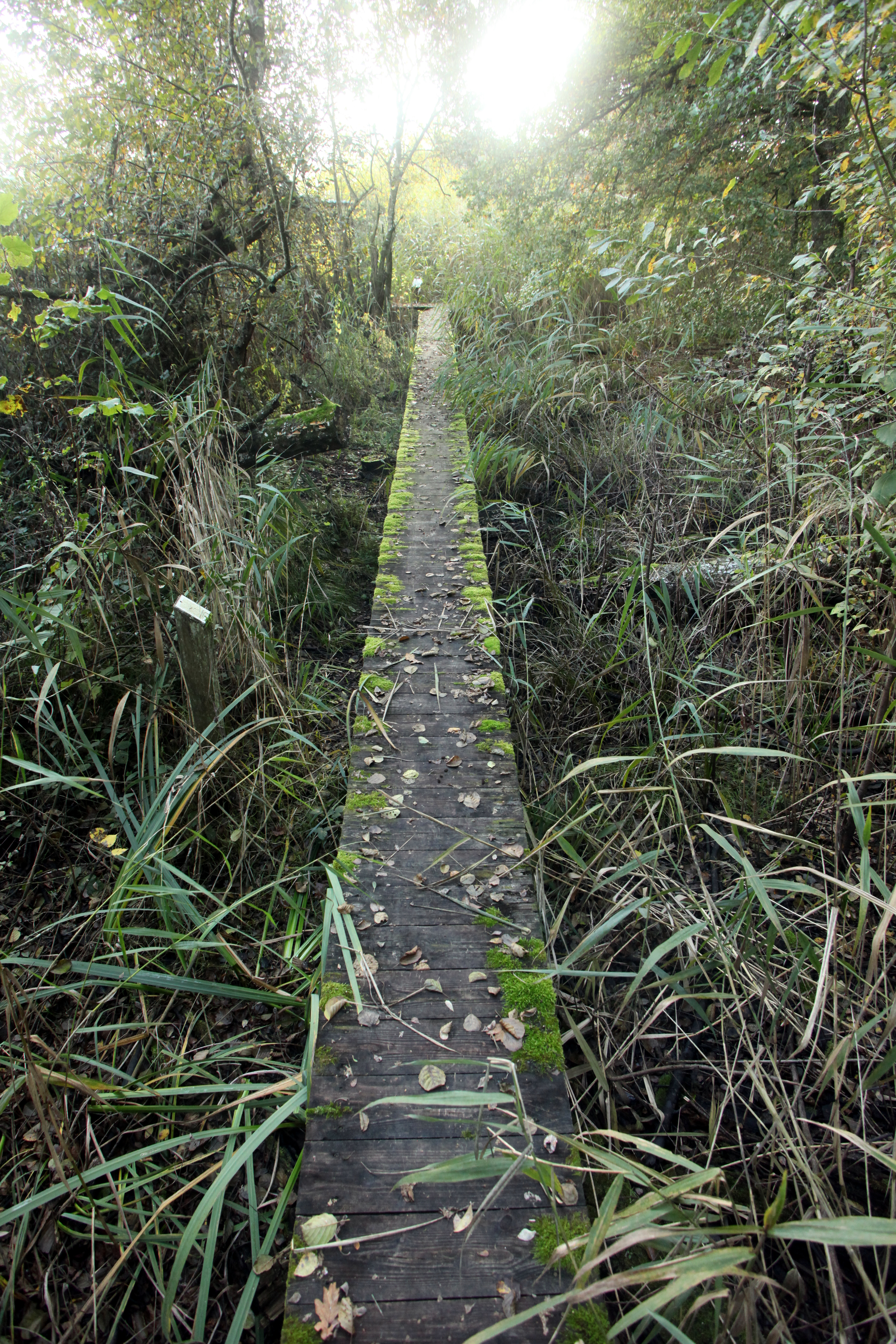
Sentier sur platelage.
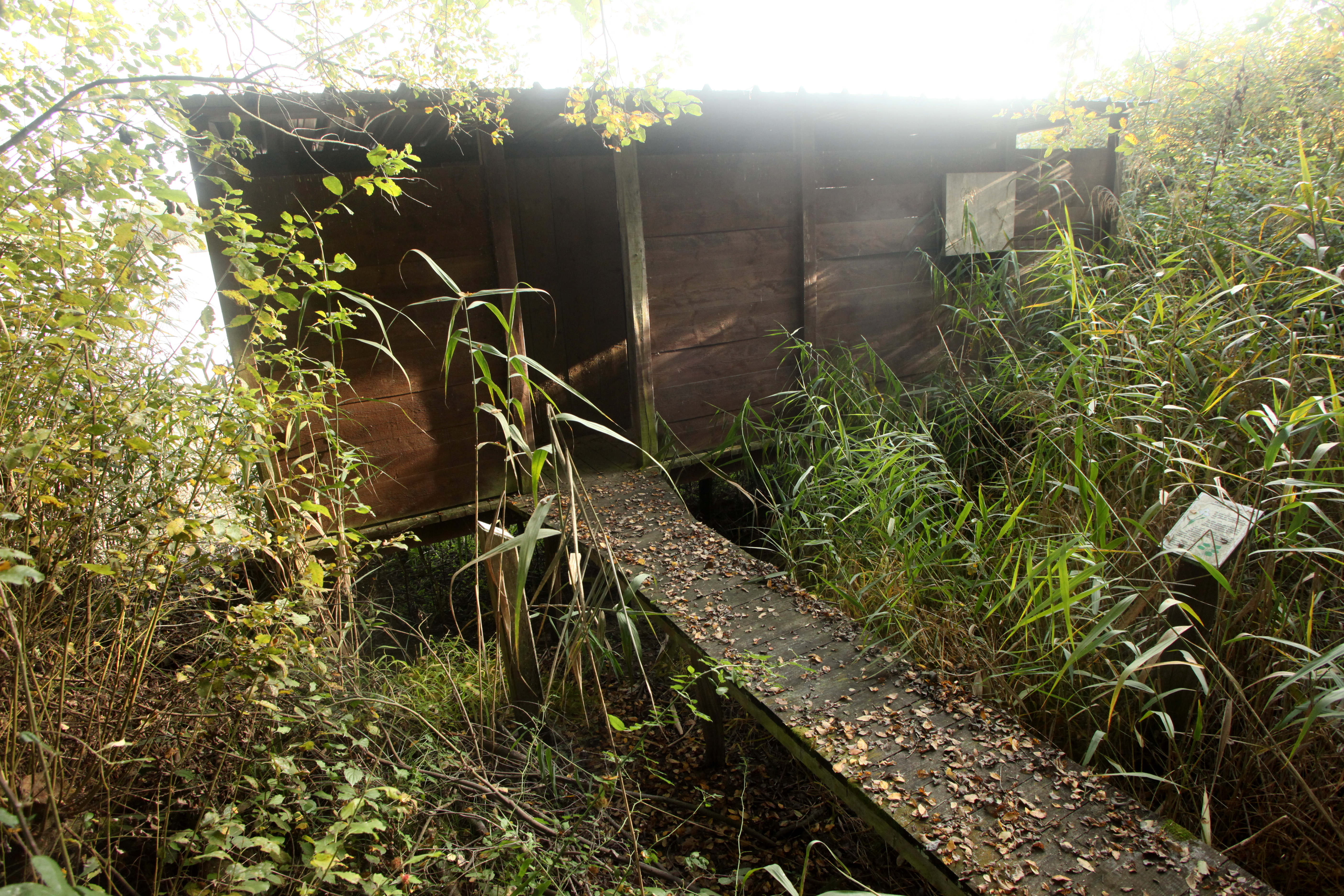
Observatoire.
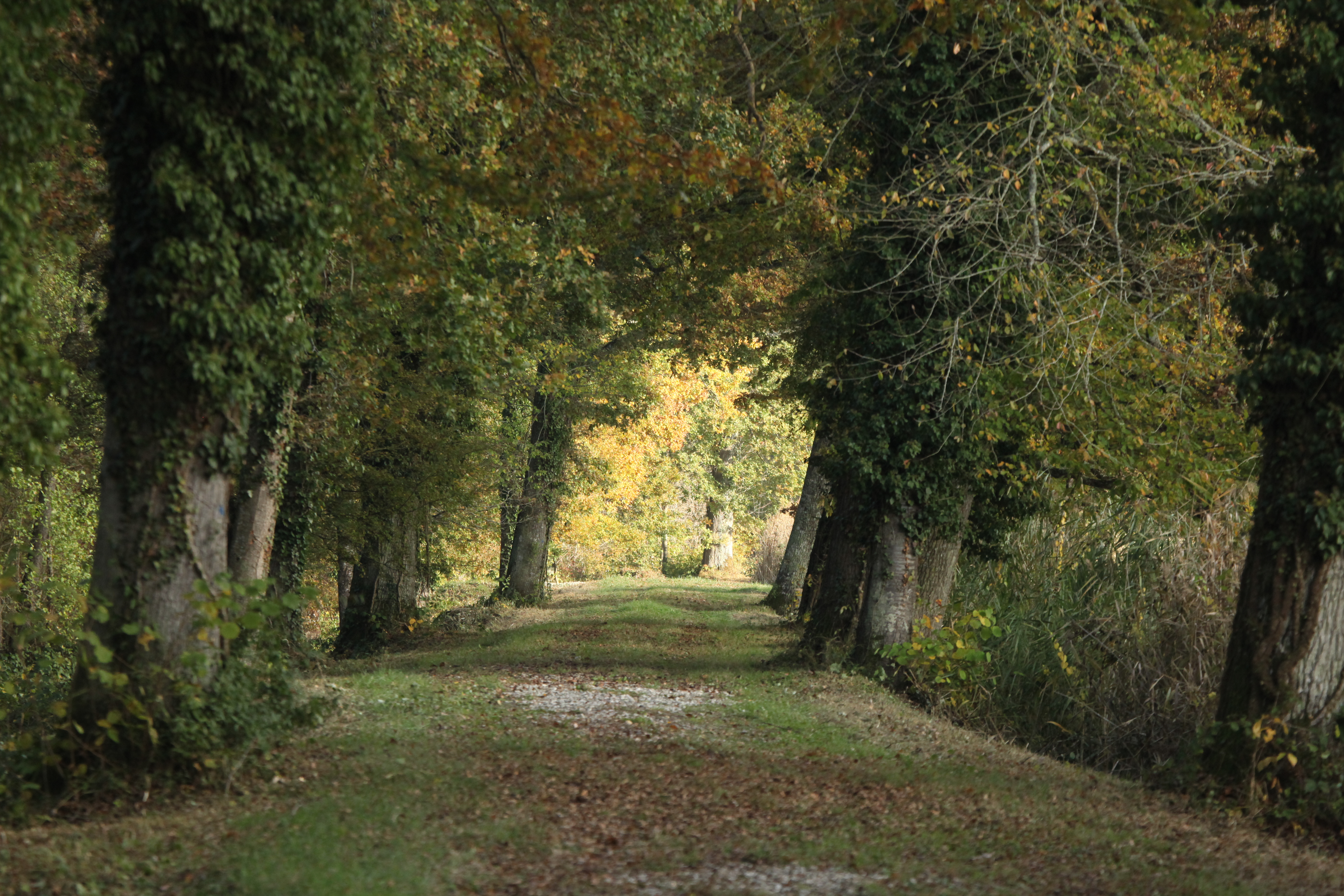
Allée sur la digue de l'étang.
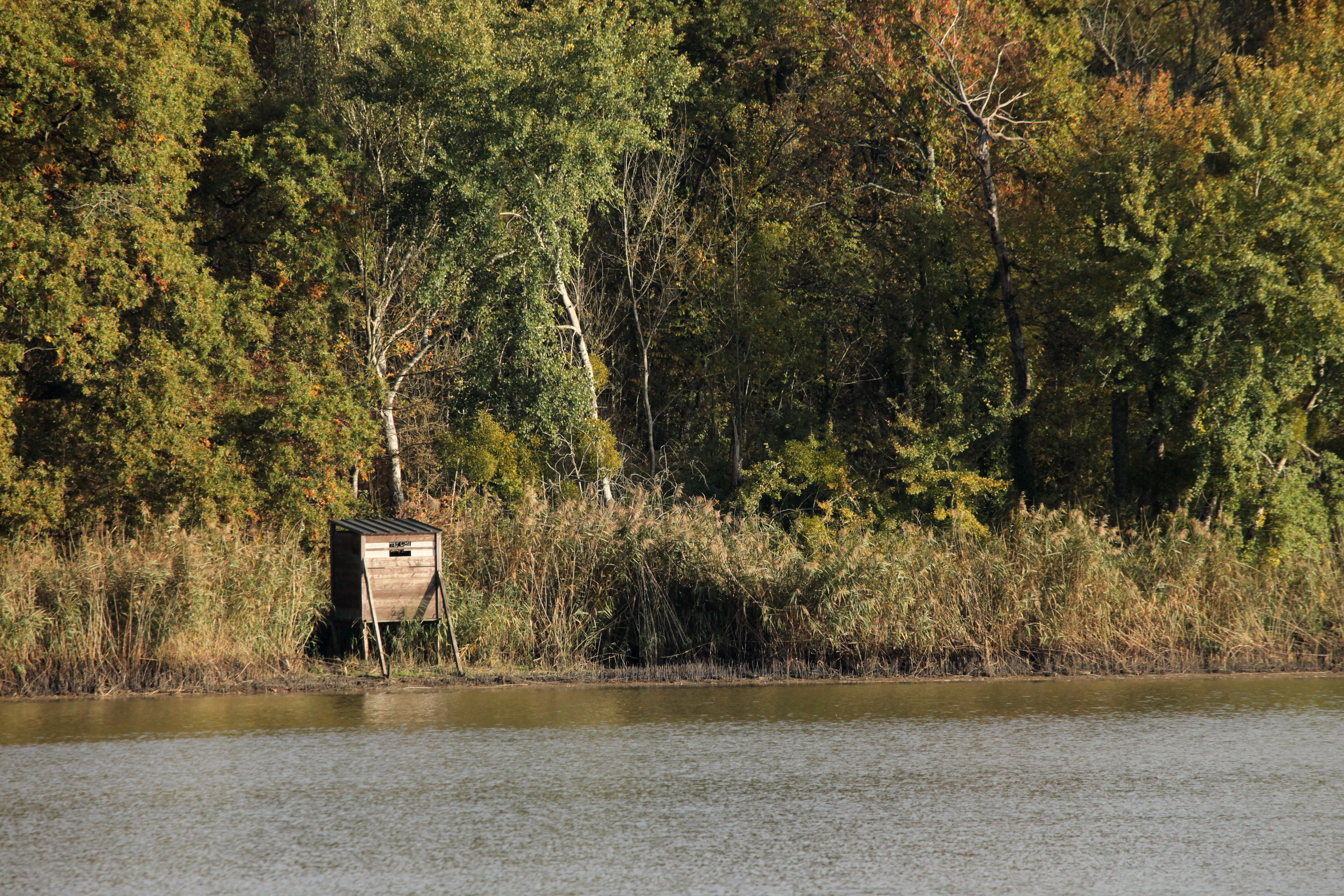
Observatoire.
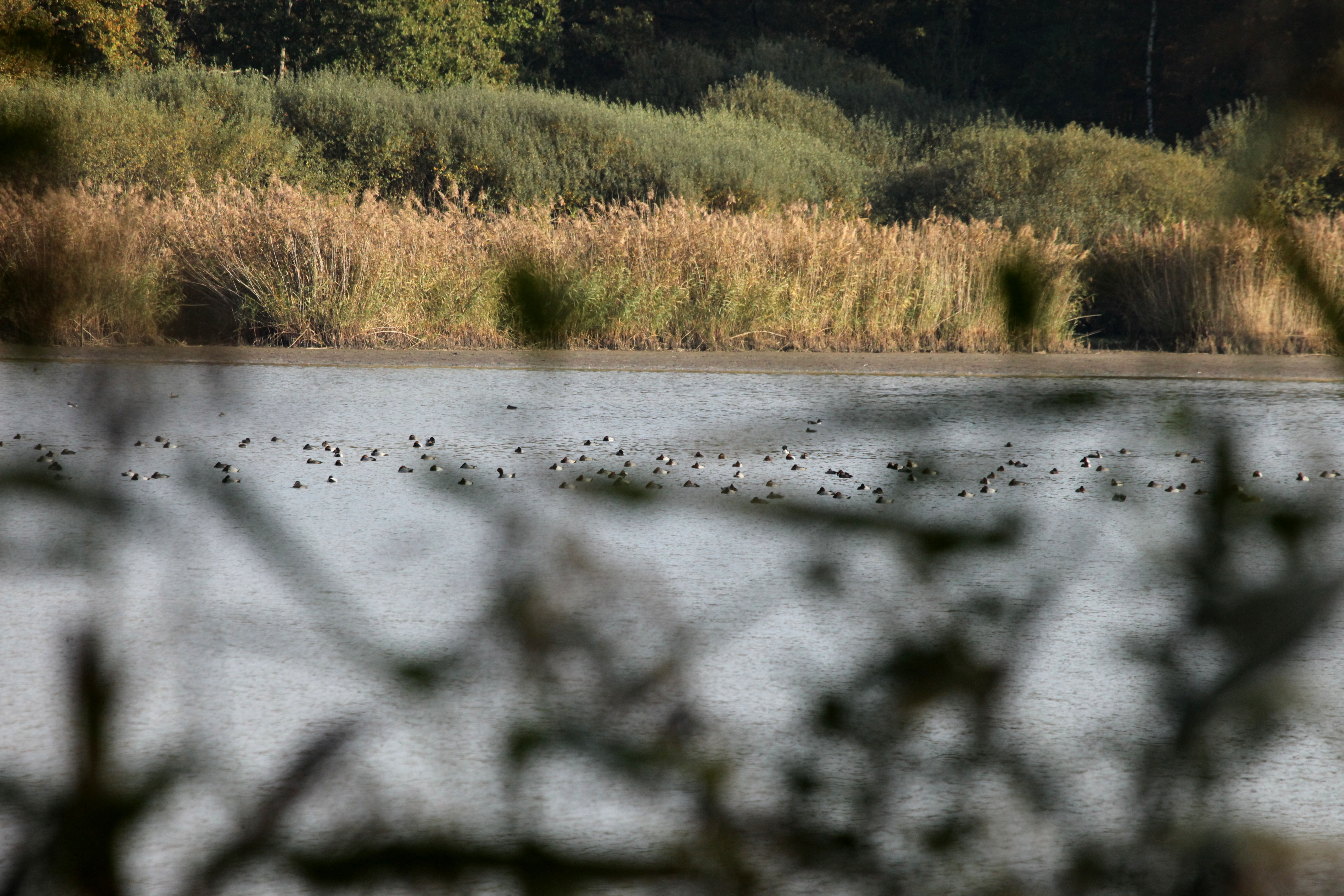
Canards en automne.

## Administration, plan de gestion, règlement
La réserve naturelle est gérée par le Conservatoire d'espaces naturels de Champagne Ardenne.

### Outils et statut juridique
La réserve naturelle a été créée par une délibération du 15 février 2010.
L'étang fait également l'objet d'un Arrêté préfectoral de protection de biotope . Il est inclus dans la ZNIEFF de type I no 210014797 « L’Etang de Ramerupt et ses annexes ».